# Angiolo Filippi
Angiolo Filippi (Firenze, 23 ottobre 1836 – Firenze, 30 dicembre 1905) è stato un medico legale italiano.

## Biografia
Figlio del medico Ermanno Filippi e di Rosa Bicchi, studiò medicina e chirurgia all'Università di Pisa, dove si laureò il 16 luglio 1858; arruolatosi per un breve periodo nel battaglione dei volontari di Giuseppe Garibaldi partecipando alla campagna del 1859-1860, completò il corso teorico-pratico della Scuola medico-chirurgica di Firenze, conseguendo la matricola chirurgica il 30 ottobre 1860 e quella medica il 5 luglio del 1861, e prestò servizio come medico interno nell'ospedale di Santa Maria Nuova per tre anni.
Allievo di Andrea Ranzi, Giorgio Regnoli e Cosimo Palamidessi in chirurgia e di Giorgio Pellizzari in anatomia patologica, si distinse ben presto per il grado di preparazione raggiunto, conseguendo il titolo di chirurgo primario supplente nell'ospedale di Santa Maria Nuova. Nel 1865 andò a prestare soccorso ai malati di colera di Ancona, San Severo e Apricena. Nel 1866 partecipò alla battaglia di Custoza nelle file dell'esercito regolare, meritando una menzione onorevole; nello stesso anno vinse il concorso per aiuto dissettore di anatomia patologica a Firenze e nel 1867 divenne titolare dissettore, mantenendo poi la qualifica fino al 1875. Il 10 ottobre 1874 conseguì la libera docenza in medicina legale, tenne il primo corso privato della disciplina nell'anno accademico 1874-75 e il 13 dicembre 1875 fu nominato libero docente con effetti legali. Il 30 gennaio 1876 fu nominato aiuto medico alla cattedra di medicina legale e igiene dello studio fiorentino, diretta da Ranieri Bellini, che si occuparono poi prevalentemente di tossicologia, con particolare riguardo a quella medico-forense.
Incaricato dell'insegnamento e della direzione della cattedra il 14 febbraio 1878, dopo la morte del Bellini, nel 1879 vinse il concorso per professore straordinario della stessa disciplina nell'Università degli Studi di Bologna, ma preferì rimanere a Firenze. Successivamente nell'Istituto fiorentino fu nominato professore straordinario il 1º novembre 1880 e, superato il relativo concorso, ordinario e titolare di cattedra l'11 gennaio 1884. Durante il suo magistero, fu anche direttore del reparto tossicologico dell'ospedale di Santa Maria Nuova ed ebbe inoltre la facoltà di utilizzare a scopo didattico e di ricerca scientifica qualsiasi caso di interesse medico-legale accolto nelle astanterie del nosocomio.

## Attività scientifica
Grazie alla formazione anatomopatologica maturata alla scuola del Pellizzari e indirizzato allo studio degli aspetti di interesse forense nell'indagine tossicologica dalla sua collaborazione col Bellini, Filippi seppe approfittare dell'enorme quantità di materiale dimostrativo e di ricerca offertogli dai reparti ospedalieri. Ebbe la capacità di orientare la medicina legale sulla via pratico-clinica, tendente cioè a studiare il singolo caso con i metodi propri della medicina clinica e a ricondurne poi le conclusioni diagnostiche nell'ambito del giudizio medico-legale. Inoltre, contribuì alla conoscenza della semeiotica medico-legale come strumento indispensabile per lo studio e la corretta valutazione dei fatti osservati: lesioni, traumi, cause di morte, violenza sessuale, aborti. Per suo merito l'Istituto di studi superiori fiorentino divenne così un importante centro di studi di traumatologia e di tanatologia, imponendosi all'attenzione della comunità scientifica.
Filippi fu anche un cultore della storia della medicina, di cui si ricorda il famoso studio "La storia della scuola medico-chirurgica fiorentina", pubblicato sulla rivista scientifica Rivista di storia delle scienze mediche e naturali. 

## Opere
- Angiolo Filippi, Manuale di tanatologia e traumatologia e Afrodisiologia civile e criminale. Venere forense, Pisa, 1877-1878.
- Angiolo Filippi, Principii di medicina legale per gli studenti di legge ed i giurisperiti, Firenze, 1889.
- Angiolo Filippi, Alberto Severi e Annibale Montalti, Manuale di medicina legale conforme al nuovo codice penale per medici e giuristi, Milano, 1889.
- Angiolo Filippi, Alberto Severi, Annibale Montalti, Lorenzo Borri e Cesare Biondi, Trattato di medicina legale, conforme al diritto italiano costituito, Milano, 1902.